# Ellen Hoog
Ellen Hoog (ur. 26 marca 1986) – holenderska hokeistka na trawie. Dwukrotna złota medalistka olimpijska oraz srebrna medalistka igrzysk w Rio de Janeiro (2016).
W reprezentacji Holandii debiutowała w 2004. Brała udział w dwóch igrzyskach (IO 08, IO 12), na obu zdobywała złote medale. Z kadrą brała udział m.in. w mistrzostwach świata w 2006 (tytuł mistrzowski) oraz kilku turniejach Champions Trophy (zwycięstwa w 2004, 2005) i mistrzostw Europy (złoto w 2005 i 2011). Łącznie w kadrze rozegrała 127 spotkań (32 gole).